# Slag in de Wildernis
De Slag in de Wildernis was een veldslag tijdens de Amerikaanse Burgeroorlog die werd uitgevochten van 5 tot en met 7 mei 1864. Het was de eerste veldslag van de Overland Campaign in Virginia door de Uniegeneraal Ulysses Grant tegen het Army of Northern Virginia van Robert E. Lee. Aan beide zijden vielen er veel slachtoffers en de slag staat bekend als een schoolvoorbeeld van uitputtingsoorlogsvoering. De slag eindigde onbeslist omdat Grant zich terugtrok en zijn offensief richting Richmond voortzette.
Grant probeerde om zo snel mogelijk zijn leger door de ruige bossen van de Wilderness van Spotsylvania te loodsen. Lee probeerde echter met twee korpsen via parallelle wegen de opmars van Grant te stoppen. In de ochtend van 5 mei 1864 viel het V Corps onder leiding van generaal-majoor Gouverneur K. Warren het Zuidelijke Second Corps onder leiding van luitenant-generaal Richard S. Ewell aan bij Orange Turnpike.
Die namiddag botste het Zuidelijke Third Corps van luitenant-generaal A.P. Hill op de divisie van brigadegeneraal George W. Getty die deel uitmaakte van het VI Corps van generaal-majoor Winfield S. Hancock op de Orange Plank Road. De gevechten duurden tot het invallen van de duisternis. Geen van beide partijen kon de overhand halen.
In de ochtend van 6 mei opende Hancock de aanval langs de Plank Road. Hierbij werd Hills korps teruggedrongen. Het Zuidelijke First Corps van luitenant-generaal James Longstreet arriveerde net op tijd om de volledige implosie van de Zuidelijke rechterflank te voorkomen. Longstreet kon zijn flankeerbeweging ten volle uitbuiten door via een onafgewerkte spoorweg de soldaten van Hancock voor zich uit te drijven. De vaart in de aanval stokte toen Longstreet gewond raakte door eigen vuur. Een avondlijke aanval door generaal-majoor John B. Gordon gericht tegen de Noordelijke rechterflank zorgde voor paniek in het Noordelijke hoofdkwartier. Toch werden de linies vrijwel behouden en de gevechten stopten. Op 7 mei trok Grant zich terug van de stellingen en rukte hij met zijn leger verder op in zuidoostelijke richting. Hij wilde zich tussen Lees leger en Richmond manoeuvreren. Dit zou leiden tot de Slag bij Spotsylvania Court House.

## Samenstelling van de legers
Bij het begin van de veldtocht telde Grants leger uit 118.700 soldaten en 316 kanonnen.
Het leger was samengesteld uit het Army of the Potomac onder leiding van generaal-majoor George G. Meade en het IX Corps. (Dit korps maakte tot 24 mei formeel deel uit van het Army of the Ohio en rapporteerde rechtstreeks aan Grant.)
Dit samengesteld leger bestond uit 5 korpsen. Namelijk het:
- II Corps onder leiding van generaal-majoor Winfield S. Hancock bestaande uit de divisies onder aanvoering van generaal-majoor David B. Birney en brigadegeneraals Francis C. Barlow, John Gibbon en Gershom Mott.
- V Corps onder leiding van generaal-majoor Gouverneur K. Warren bestaande uit de divisies van brigadegeneraals Charles Griffin, John C. Robinson, Samuel W. Crawford en James S. Wadsworth.
- VI Corps onder leiding van generaal-majoor John Sedgwick bestaande uit de divisies van brigadegeneraals Horatio G. Wright, George W. Getty en James B. Ricketts.
- IX Corps onder leiding van generaal-majoor Ambrose Burnside bestaande uit de divisies van brigadegeneraals Thomas G. Stevenson, Robert B. Potter, Orlando B. Willcox en Edward Ferrero.
- Cavalry Corps onder leiding van generaal-majoor Philip H. Sheridan bestaande uit de divisies van brigadegeneraals Alfred T.A. Torbert, David McM. Gregg en James H. Wilson.

Lee’s Army of Northern Virginia telde 64.000 soldaten en 274 vuurmonden. Het leger was georganiseerd in vier korpsen, namelijk:
- First Corps onder leiding van luitenant-generaal James Longstreet bestaande uit de divisies van generaal-majoor Charles W. Field en brigadegeneraal Joseph B. Kershaw.
- Second Corps onder leiding van luitenant-generaal Richard S. Ewell bestaande uit de divisies van generaal-majoors Jubal A. Early, Edward "Allegheny" Johnson en Robert E. Rodes.
- Third Corps onder leiding van luitenant-generaal A.P. Hill bestaande uit de divisies van generaal-majoors Richard H. Anderson, Henry Heth en Cadmus M. Wilcox.
- Cavalry Corps onder leiding van generaal-majoor J.E.B. Stuart bestaande uit de divisies van generaal-majoors Wade Hampton, Fitzhugh Lee en W.H.F. "Rooney" Lee.

## Opstelling en manoeuvres voor de slag
Op 4 mei 1864 stak de Army of the Potomac op drie verschillende plaatsen de Rapidan over. De drie speerpunten kwamen opnieuw samen bij de Wilderness Tavern aan de rand van de Wilderness van Spotsylvania, een ontoegankelijk gebied van 181 km² groot in centraal Virginia. Door de lage begroeiing en ruw terrein was het zeer moeilijk voor 19e-eeuwse infanterie en artillerie om in dit gebied te opereren. Tussen 1862 en 1864 vonden in de omgeving al enkele veldslagen plaats, waaronder de bloedige Slag bij Chancellorsville in mei 1863. Tijdens deze slag was de Wilderness het verzamelpunt van de Zuidelijken die onder leiding van Stonewall Jackson een vernietigende aanval uitvoerde op de Noordelijke rechterflank bij Chancellorsville. In 1864 koos Grant ervoor, om de tenten op te zetten enkele kilometers ten westen van het oude slagveld voor hij in zuidelijke richting zou oprukken. In tegenstelling tot de Noordelijke legers het jaar ervoor had Grant geen zin om in de Wilderness slag te leveren. Hij wilde de open vlaktes opzoeken om Robert E. Lees leger met de volle kracht van zijn infanterie en artillerie aan te vallen.

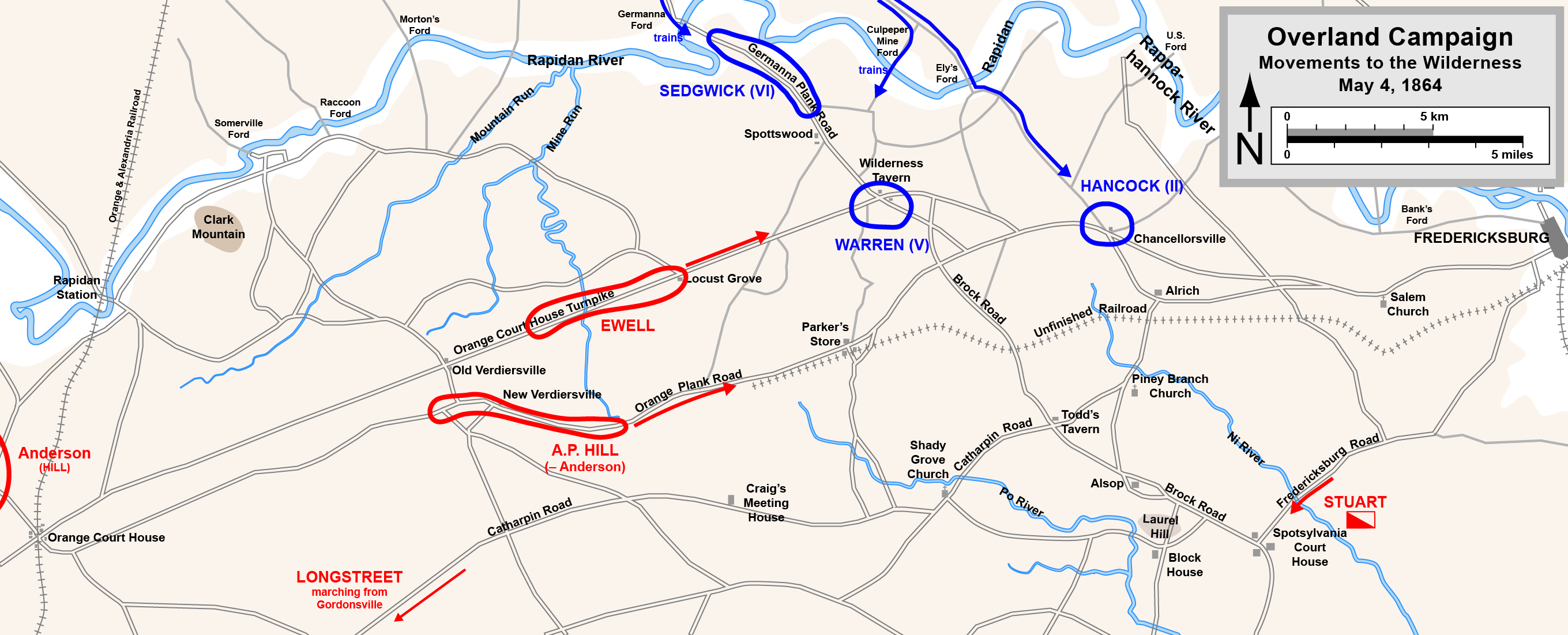
Begin van de Overland-veldtocht op 4 mei 1864

Grants algemeen plan zag er als volgt uit. Het V en VI Corps kregen het bevel om de Rapidan over te steken bij Germanna Ford. Deze zouden al vlug gevolgd worden door het IX Corps nadat de bagagetreinen op verschillende nabijgelegen oversteekplaatsen de andere oever bereikt hadden. De Wilderness Tavern was het centraal ontmoetingspunt. Het II Corps zou ten oosten van Ely’s Ford oversteken en oprukken naar Spotsylvania Court House via Chancellorsville en Todd’s Tavern. Snelheid was van kapitaal belang, omdat de marscolonnes te lang waren om elkaar voldoende steun te kunnen geven in geval van nood. Hoewel Grant erop stond om met een minimumaantal kanonnen en bevoorradingswagens te marcheren, was de colonne toch nog altijd 100 km lang. Sylvanus Cadwallader, een journalist die meetrok met het Army of the Potomac schatte dat Meades bagagetrein, die uit 4.300 karren, 835 ambulances en een grote kudde vee bestond, in één lange lijn van de Rapidan tot onder Richmond zou reiken. Grant gokte erop, dat Meade zijn leger snel genoeg kon laten oprukken, zodat het niet letterlijk in de Wilderness zou verstrikt geraken. Meade liet echter zijn leger bij de Wilderness overnachten, zodat zijn bagagetrein zich opnieuw kon aansluiten. Grant misrekende zich een tweede maal, toen hij aannam dat Robert E. Lees leger te zwak was om het Noordelijke leger nu aan te vallen. Ook had Meade geen cavaleriescherm uitgezet om een eventuele nadering van vijandelijke eenheden te melden.
Op 2 mei belegde Robert E. Lee een vergadering met zijn generaals op Clark Mountain. Daar had hij een prachtig uitzicht over het landschap en over de vijandelijke tentenkampen. Hij wist, dat Grant zich opmaakte om binnenkort tot de aanval over te gaan, maar hij had geen idee over de marsroute van de vijand. Hij voorspelde terecht, dat Grant ten oosten van de Zuidelijke versterkingen de Rapidan zou oversteken bij Germanna en Ely Fords. Dit was hij toen nog niet zeker. Om adequaat te kunnen reageren, had Lee zijn leger over een groot front verspreid. Longstreets korps bevond zich in de buurt van Gordonsville in Virginia. Van daaruit kon Longstreet zowel naar de Shenandoahvallei of Richmond oprukken. Lees hoofdkwartier en het Third Corps van A.P. Hill bevonden zich bij Orange Court House. Ewells korps lag het dichtst bij de Wilderness en Morton’s Ford.
Toen voor Lee op 4 mei het plan van Grant duidelijk werd, wist Lee dat het noodzakelijk was om Grant aan te vallen in de Wilderness. En dit voor dezelfde reden als in 1863, namelijk omdat het Zuidelijke leger duidelijk in de minderheid was met bijna een Noordelijke overmacht van 2 tegen 1 en omdat de Zuidelijke artillerie eveneens ver in de minderheid was en van minder kwaliteit dan hun Noordelijke tegenstander. Daarom kon het Zuidelijke leger alleen maar het opnemen in man-tegen-mangevechten in de ondoordringbare Wilderness, waar de Noordelijke overwicht volledig geneutraliseerd werd. Daarom gaf Lee het bevel aan zijn leger om de Noordelijke marscolonne aan te vallen in de Wilderness zelf. Ewell marcheerde in oostelijke richting via de Orange Court House Turnpike en bereikte Robertston’s Tavern op ongeveer 5 tot 7 km van de nietsvermoedende soldaten van Warrens korps. A.P. Hill rukte via de Orange Pland Road op naar het dorpje New Verdiersville. Deze twee korpsen waren dus in staat om de Noordelijke opmars vast te pinnen tot het korps van Longstreet zou arriveren. Zo kon Longstreet de vijandelijke flank treffen zoals Jackson had gedaan bij Chancellorsville.
De ontoegankelijkheid van de wouden belemmerde de Noordelijken om de nabijheid van de Zuidelijken te detecteren. Om de verwarring nog te vergroten, kreeg Meade een foutief rapport over de aanwezigheid van de Zuidelijke cavalerie in zijn achterhoede bij Fredericksburg. Meade liet het merendeel van zijn cavalerie in oostelijke richting marcheren om deze vermeende dreiging op te vangen. Hij was ervan overtuigd dat de korpsen van Sedgwick, Warren en Hancock wel alle Zuidelijke aanvallen kon afslaan tot zijn bagagetrein ter plaatse geraakte.

## Veldslag

### 5 mei: Orange Turnpike

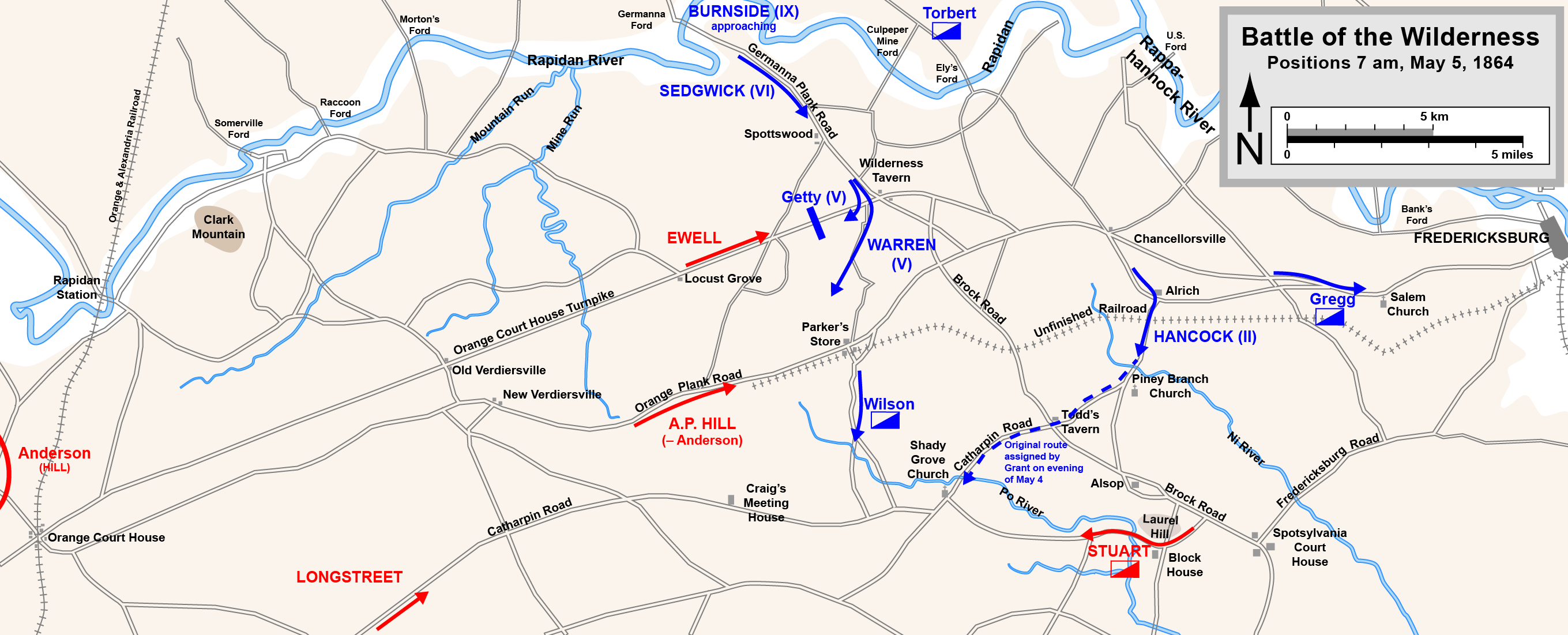
Uitgangsposities van beide legers op 5 mei 1864 om 07.00 uur

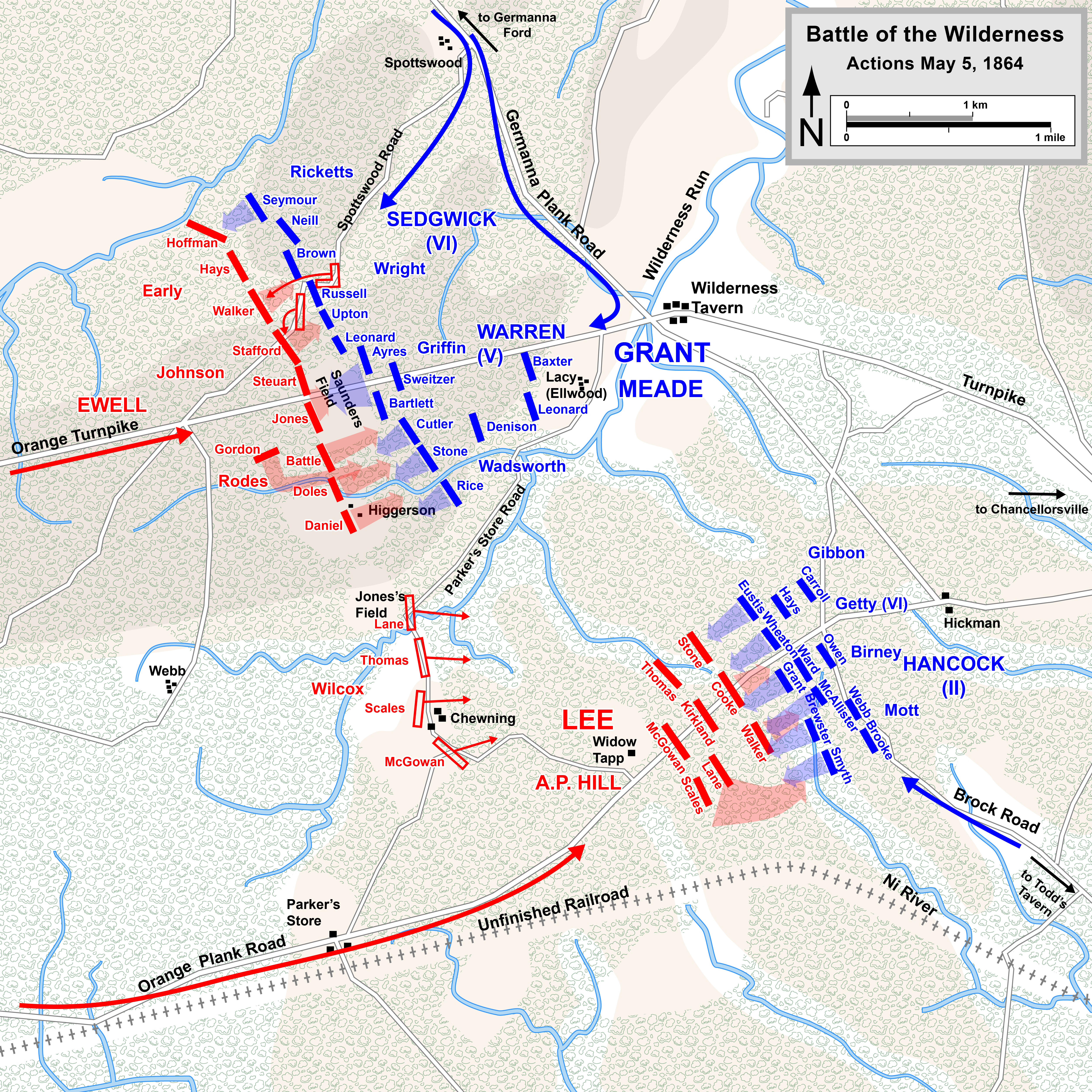
Verschillende acties op 5 mei 1864

In de vroege ochtend van 5 mei marcheerde Warrens V Corps langs landwegen richting de Plank Road toen Ewells korps verscheen in het westen. Toen Grant via een koerier het nieuws ontving, stuurde hij per kerende het order om iedere mogelijkheid met beide handen aan te pakken om een deel van Lees leger aan te vallen en te vernietigen. Meade liet zijn leger halt houden en gaf het bevel aan Warren om tot de aanval over te gaan. De Noordelijken gingen er foutief van uit, dat het toch maar om een geïsoleerde vijandelijke eenheid ging en niet om een volledig infanteriekorps. Ewells soldaten wierpen borstweringen op aan het westelijke uiteinde van hun front bij Saunders Field. Warren rukte op aan de oostelijke uiteinde van het vijandelijke front met de divisie van brigadegeneraal Charles Griffin op de rechterzijde en de divisie van brigadegeneraal James S. Wadsworth op de linkerzijde. Warren aarzelde om tot de aanval over te gaan, omdat hij de vijandelijke borstweringen had opgemerkt. Hij vroeg versterking aan Meade in de vorm van het VI Corps van Sedgwick om zijn eigen front uit te breiden. Tegen 13.00 uur was Meade de vertraging beu en gaf Warren het bevel om aan te vallen nog voordat Sedgwick kon arriveren.

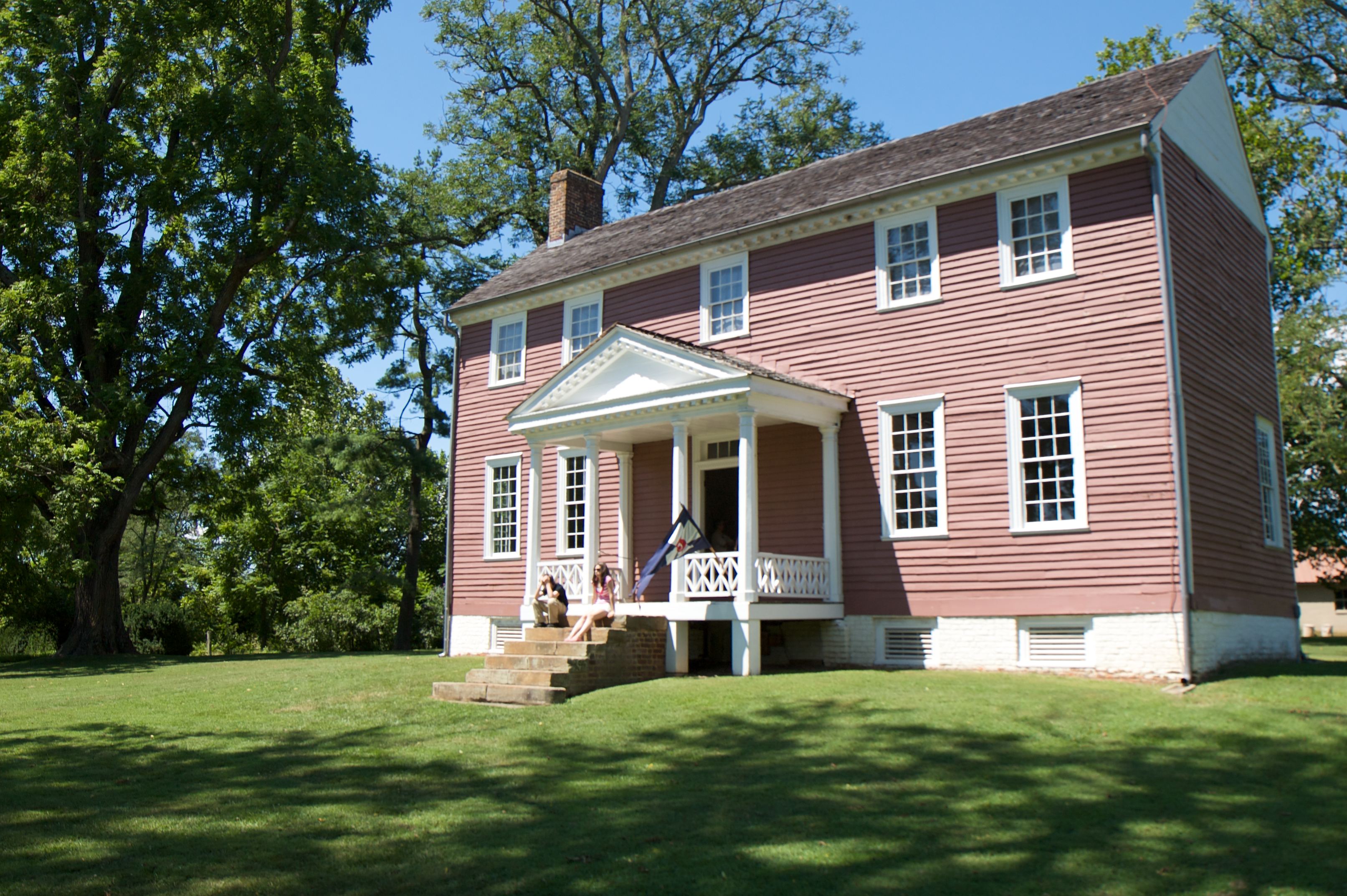
Zicht op Manor die dienstdeed als hoofdkwartier van het V Corps. Het is het enige bouwwerk dat nog bestaat uit de tijd van de Slag in de Wilderness.

Warren had zijn vijand goed ingeschat toen hij zijn ongerustheid meldde omtrent zijn rechterflank. De Noordelijke soldaten van brigadegeneraal Romeyn B. Ayres brigade moest al snel dekking zoeken in een ondiepe gracht om de zijwaartse vijandelijke geweersalvo’s te kunnen ontwijken. De brigade van brigadegeneraal Joseph J. Bartlett boekte links van Ayres betere vooruitgang. Zijn soldaten liepen de stellingen van brigadegeneraal John M. Jones onder de voet. Jones sneuvelde tijdens deze actie. Door de problemen bij Ayres soldaten liep de rechterflank van Bartlett nu gevaar voor vijandelijke tegenaanvallen. Zijn brigade werd gedwongen om zich terug te trekken. Bartlett zelf ontsnapte om het nippertje aan het krijgsgevangenschap.
Op de linkerflank van Bartlett rukte de Iron Brigade, aangevoerd door brigadegeneraal Lysander Cutler, op door de bossen ten zuiden van de veld en botste op de Zuidelijke brigade van brigadegeneraal Cullen A. Battle. De Zuidelijke voerden een tegenaanval uit met de brigade van John B. Gordon die door de Noordelijke linies brak en de Iron Brigade voor de eerste maal in hun bestaan op de vlucht deed slaan.
Nog verder links bij Higgerson Farm vielen de brigades van kolonel Roy Stone en brigadegeneraal James C. Rice de brigades van George P. Doles en Junius Daniel aan. Beide aanvallen mislukten door het zware geweervuur. Warren liet een artileriebatterij aanrukken om de aanvallen te ondersteunen. Deze batterij werd echter veroverd door de Zuidelijken.
De voorhoede van Sedgwicks VI Corps bereikte Saunders Field rond 15.00 uur. Toen hadden de soldaten van Warren de strijd reeds gestaakt. Sedgwick viel Ewells linie aan in de bossen ten noorden van de Turnpike. Na verschillende aanvallen en tegenaanvallen, groeven beide partijen zich in. Tijdens de gevechten werd brigadegeneraal Leroy A. Stafford geraakt in zijn schouder en zijn wervelkolom. Hoewel hij vreselijke pijnen leed en zijn lichaam half verlamd was, moedigde hij toch zijn soldaten aan in de strijd.

### 5 mei: Orange Plank Road
Het verrassingseffect van A.P. Hills opmars had minder succes. De Zuidelijken werden al snel opgemerkt door de soldaten van brigadegeneraal Samuel W. Crawford die bij Chewning Farm hun stellingen hadden. De divisie van brigadegeneraal George W. Getty van het VI Corps kreeg het bevel om het strategisch belangrijke kruispunt van de Orange Plank Road en de Brock Road te verdedigen.
De Noordelijke cavalerie aangevoerd door brigadegeneraal James H. Wilson kon de opmars van de Zuidelijken tijdelijk vertragen dankzij hun snelvurende karabijnen. Getty’s soldaten bereikten net voor Hills manschappen het kruispunt. Er ontstond een korte schermutseling tot Hill zijn soldaten enkele honderden meters liet terugtrekken. Ondertussen had generaal Robert E. Lee zijn hoofdkwartier ingericht in Widow Tapps Farm. Lee, J.E.B. Stuart en Hill werden daar verrast door een kleine groep Noordelijke verkenners, die uit het struikgewas tevoorschijn kwamen. De drie generaals reden snel weg. Ook de Noordelijken trokken zich snel terug, omdat ze even verrast waren als Lee en zijn generaals. Ondertussen stuurde Meade bevelen naar Hancock om met zijn II Corps Getty te ondersteunen.
Tegen 16.00 uur arriveerden de voorste eenheden van Hancocks korps. Getty kreeg opnieuw het bevel om aan te vallen. De oprukkende Noordelijken werden kort voor de stellingen van generaal-majoor Henry Heth gestopt door zwaar geweervuur. Terwijl de rest van zijn II Corps arriveerde, stuurde Hancock zijn soldaten naar voren ter ondersteuning van Getty. Door deze versterkte aanval moest Lee zijn reserves inzetten. De divisie van generaal-majoor Cadmus M. Wilcox werd naar voren gestuurd om een Noordelijke doorbraak te voorkomen. Felle gevechten duurden nog tot het invallen van de avond, zonder dat een van de partijen ook maar enig voorbeeld had behaald.

### Plannen voor 6 mei

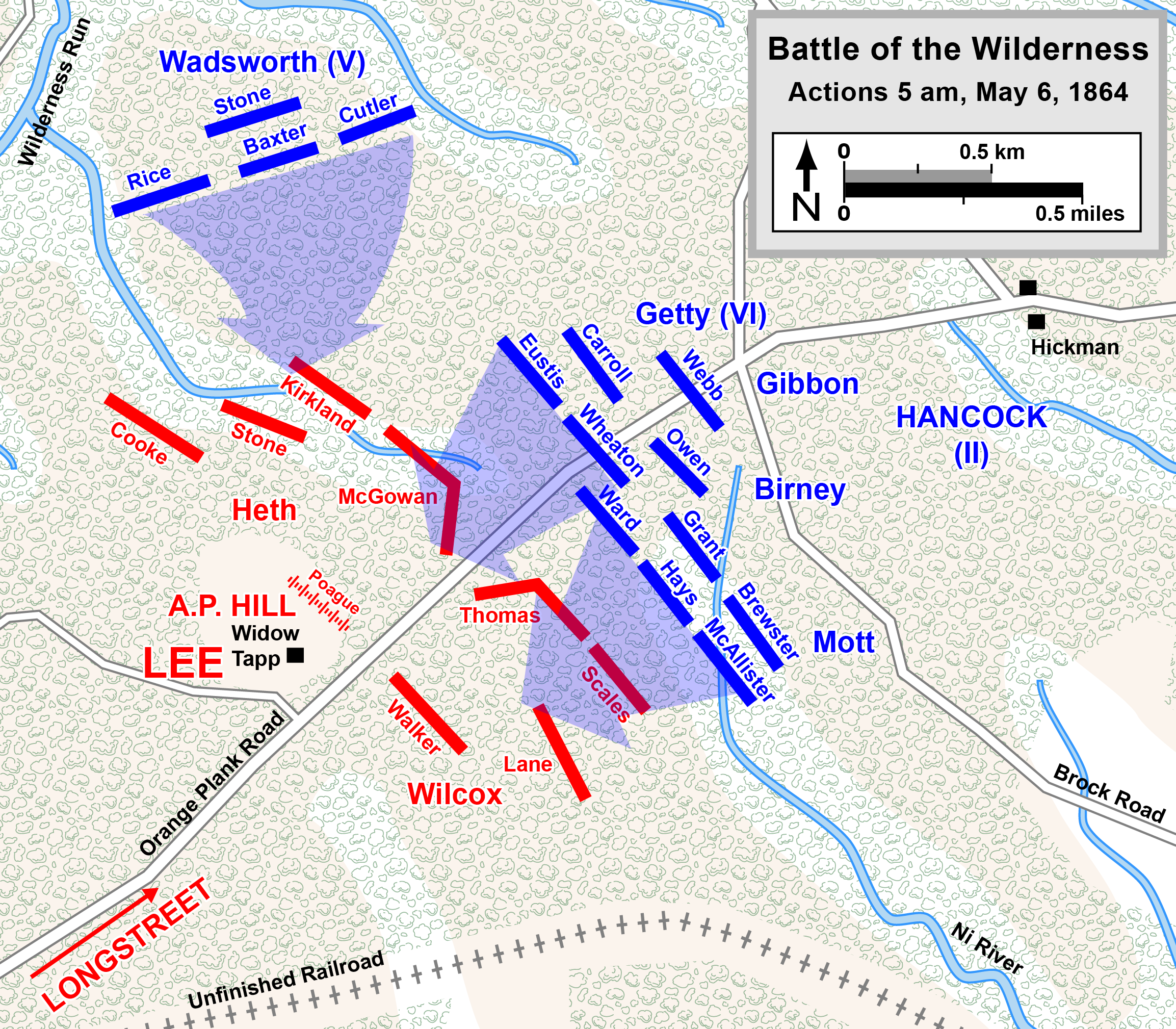
Acties in de Wilderness, om 05.00 uur op 6 mei. Hancock valt Hill aan bij de Plank Road.

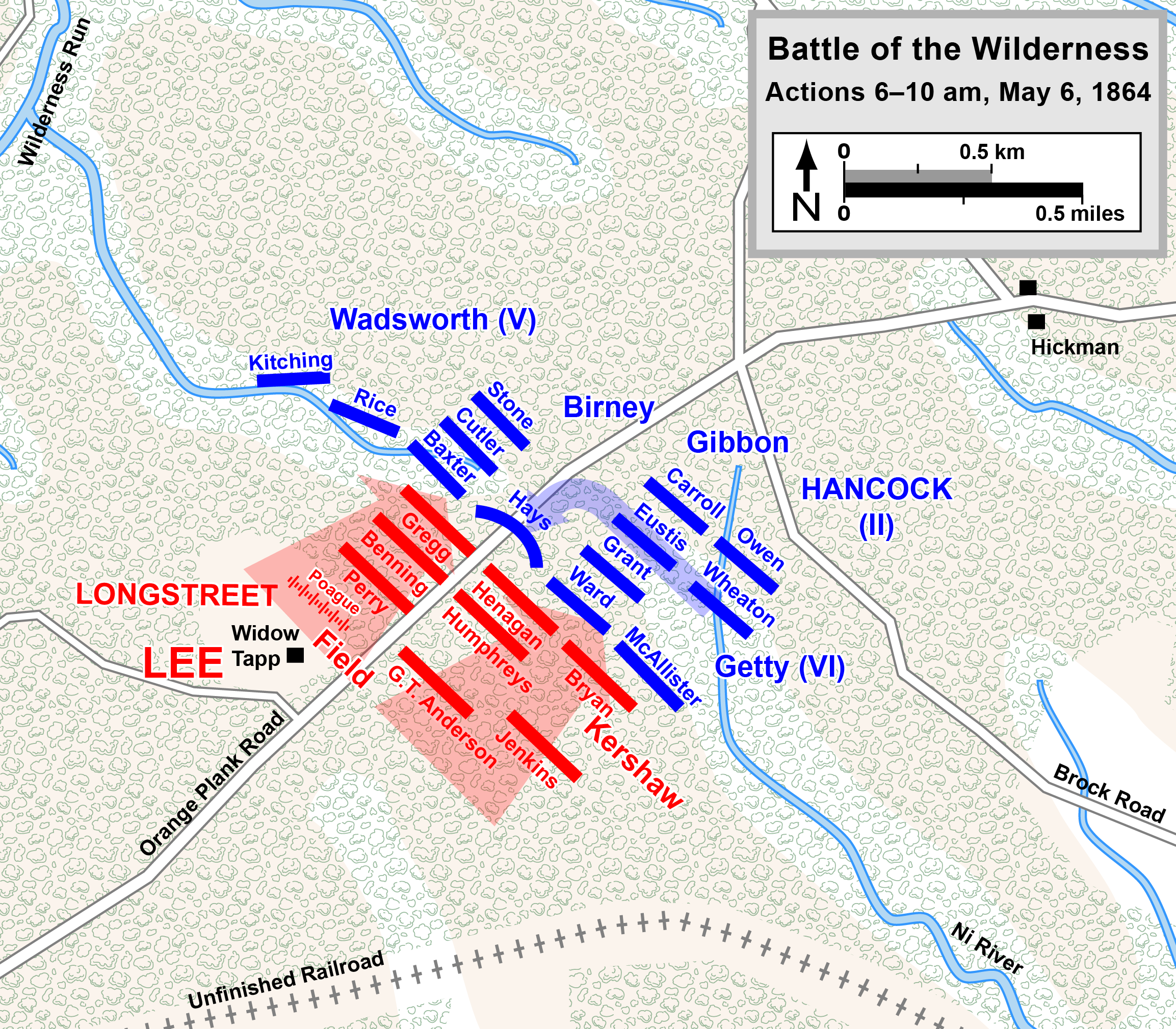
Acties in de Wilderness, 6 tot 10.00 uur op 6 mei. Longstreet voert een tegenaanval uit.

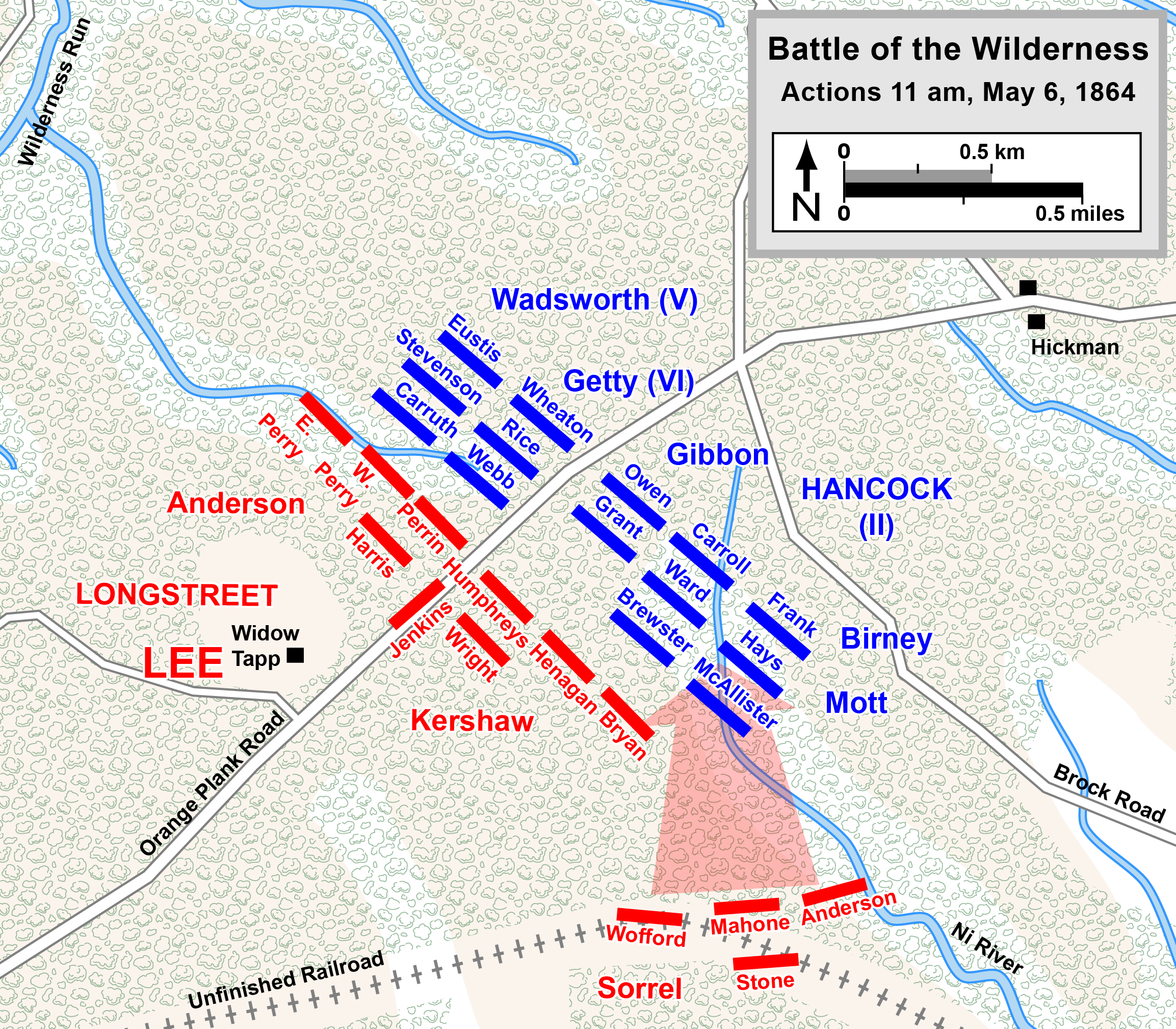
Acties in de Wilderness, 11.00 uur op 6 mei. Longstreet valt Hancocks flank aan vanuit een spoorwegbedding.

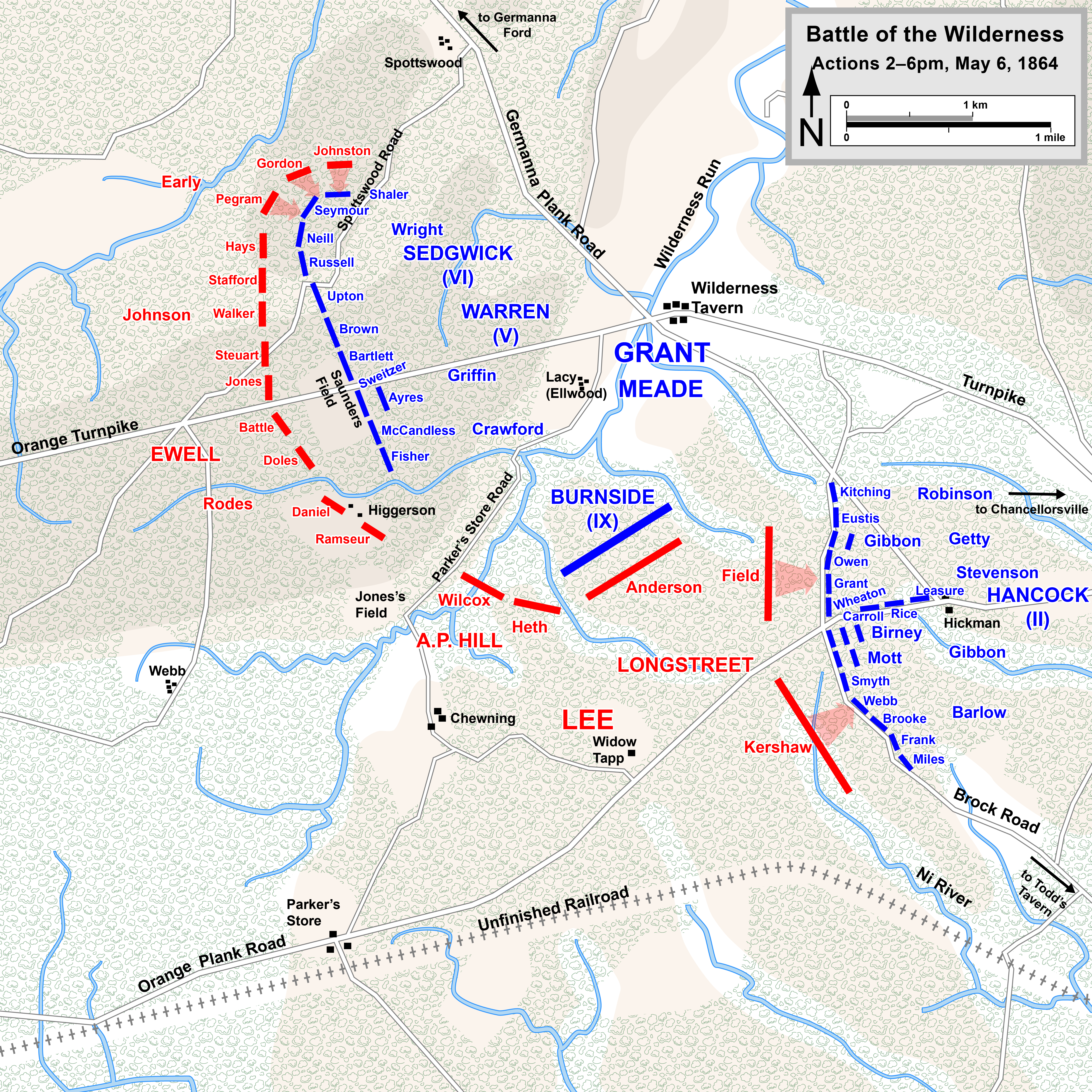
Acties in de Wilderness, 14.00 uur tot het invallen van de duisternis op 6 mei.

Grants belangrijkste uitgangspunt voor de nieuwe plannen voor de volgende dag ging ervan uit, dat A.P. Hills Corps volledig uitgeteld was. Dit was dan ook het belangrijkste doel voor 6 mei. Grant gaf het bevel om in de vroege ochtend een gecoördineerde aanval uit te voeren op Orange Plank Road door het II Corps en de divisie van Getty. Ondertussen dienden het V en VI Corps de aanval te hervatten op de stellingen van Ewell bij de Turnpike. Zo kon voorkomen worden, dat Ewell hulp zou kunnen bieden aan Hill. Het IX Corps van Ambrose E. Burnside diende tussen de Turnpike en de Plank Road te marcheren om zo de achterhoede van A.P. Hill aan te vallen. Indien dit plan zou werken, kon het korps van A.P. Hill uitgeschakeld worden zodat daarna met Ewells korps kon afgerekend worden.
Hoewel Lee er zich van bewust was dat de posities bij de Plank Road precair was, liet hij de soldaten van A.P. Hill rusten in plaats van zijn linies te reorganiseren. Lee hoopte dat Longstreet, die nog maar 15 km verwijderd was, op tijd zou zijn om de nodige versterkingen te bieden. Zodra Longstreet gearriveerd was zou Lee Hill naar links verschuiven om een deel van de ruimte tussen de twee Zuidelijke korpsen te sluiten. Longstreet echter liet zijn soldaten rusten. Ze vertrokken opnieuw na middernacht. De opmars verliep traag door de duisternis en het onbekende terrein. Toch raakten ze op tijd bij hun aangewezen stellingen.

### 6 mei: Longstreet valt aan
Zoals gepland viel Hancocks II Corps Hill aan om 05.00 uur. De Zuidelijken werden onder de voet gelopen door de divisies van Wadsworth, Birney en Mott. Getty en Gibbon vormden de tweede linie. Net voor de Zuidelijke linie volledig ineenstortte, arriveerde rond 06.00 uur de voorhoede van Longstreet op het slagveld in de vorm van brigadegeneraal John Greggs 800 man sterke Texas Brigade. Lee was zo opgelucht, dat hij zijn hoed afnam en “Texanen, altijd in beweging” riep. Hij rukte mee op met de brigade. Toen de Texanen dit zagen gebeuren, stopten ze, namen de teugels van Lees paard. Longstreet kon Lee ervan overtuigen om zich in veiligheid te brengen.
Longstreet voerde een tegenaanval uit met de divisies van generaal-majoor Charles W. Field op links en brigadegeneraal Joseph B. Kershaw op rechts. De Noordelijke eenheden konden deze tegenaanval niet tegenhouden en trokken zich enkele honderden meters terug. De Texanen leidden de aanval ten noorden van de weg. Ze betaalden een zware prijs. Slechts 250 van de 800 soldaten kwamen ongehavend uit de strijd. Om 10.00 uur rapporteerde Longstreets hoofdingenieur, dat ze een onafgewerkte spoorwegbedding hadden gezien ten zuiden van de Plank Road . Dit kon gebruikt worden om de Noordelijke linkerflank ongezien te naderen. Longstreet stelde zijn aide-de-camp, luitenant-kolonel Moxley Sorrel aan, om met vier ongebruikte brigades via de spoorwegbedding een verrassingsaanval uit te voeren. Samen met brigadegeneraal William Mahone viel Sorrel om 11.00 uur aan. De Noordelijke flank werd met gemak opgerold. Ondertussen viel Longstreet opnieuw aan. Hancocks soldaten werden teruggedreven naar Brock Road. Brigadegeneraal James S. Wadsworth raakte dodelijk gewond.
Longstreet reed naar voren langs de Plank Road met verschillende van zijn officieren. Ze kwamen enkele soldaten van Mahone tegen die terugkeerden van hun succesvolle aanval. De soldaten dachten echter, dat het om Noordelijken ging en openden het vuur. Longstreet raakte ernstig gewond aan zijn nek. Brigadegeneraal Micah Jenkins werd gedood. Toch was Longstreet nog in staat om de soldaten aan te sporen om de aanval verder te zetten. Ondertussen was de Zuidelijke opmars echter gestagneerd, waardoor Hancocks soldaten tijd kregen om zich achter borstweringen te beschermen bij Brock Road.
De volgende dag stelde Robert E. Lee generaal-majoor Richard H. Anderson aan als tijdelijke bevelhebber van het First Corps. Longstreet zou pas op 13 oktober terugkeren naar het Army of Northern Virginia.

### 6 meiGordon valt aan
Bij de Turnpike werd de volledig dag gevochten zonder echte resultaten. In de vroege ochtend verkende brigadegeneraal John. B. Gordon de Noordelijke stellingen. Hij stelde aan zijn bevelhebber, Jubal Early, voor om een flankeeraanval uit te voeren. Early vond dit echter te riskant. Toch liet Ewell Gordons plan uitvoeren. Zijn aanval had initieel succes tegen de onervaren Noordelijke eenheden uit New York. Uiteindelijk stokte de aanval door het moeilijke terrein, de opkomende duisternis en de aangevoerde Noordelijke versterkingen. Tijdens de nacht breidde Sedgwick zijn stellingen uit naar Germanna Plank Road.

### 7 mei
De volgende ochtend stond Grant voor de moeilijke taak om sterke Zuidelijke defensieve stellingen aan te vallen. Hij koos echter voor de beweging. Hij zou in zuidelijke richting marcheren om zo snel mogelijk het kruispunt bij Spotsylvania Courthouse te bereiken. Zo zou hij zijn leger tussen Robert E. Lee en Richmond kunnen manoeuvreren en Robert E. Lee dwingen om te vechten op terreinen die gekozen werden door Grant.

## Gevolgen

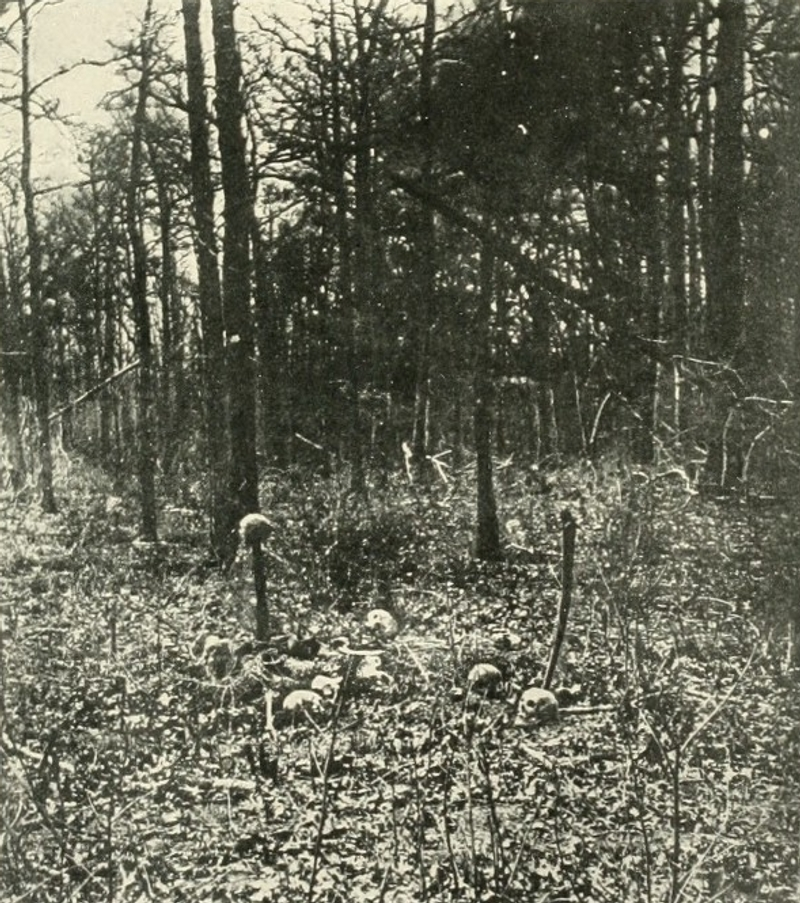
Beenderen en schedels in de velden en tussen de struiken op het slagveld van de Wilderness in 1864

Omdat Grant zware verliezen had geleden, wordt de Slag in de Wildernis gezien als een tactische zege voor het Zuiden. Echter omdat Grant zijn offensief kon voortzetten wordt de slag strategisch gezien als een Noordelijke overwinning. Anders dan Grant had Lee echter geen mogelijkheden om zijn verliezen aan te vullen. Grant begreep dit en besloot om Lee's leger door een uitputtingsoorlog uit te schakelen. De enige wijze waarop Lee dit kon voorkomen was om het Army of the Potomac te vernietigen, maar Grant was veel te bekwaam om dit toe te staan. De slag luidde de uiteindelijke vernietiging van het Army of Northern Virginia in, doordat Grant, anders dan andere, overbehoedzame Uniegeneraals, zich niet terugtrok naar Washington D.C. maar zijn offensief voortzette.

## Aanbevolen lectuur
- Alexander, Edward P. Fighting for the Confederacy: The Personal Recollections of General Edward Porter Alexander. Edited by Gary W. Gallagher. Chapel Hill: University of North Carolina Press, 1989. ISBN 0-8078-4722-4.
- Bearss, Edwin C. Fields of Honor: Pivotal Battles of the Civil War. Washington, DC: National Geographic Society, 2006. ISBN 0-7922-7568-3.
- Carmichael, Peter S., ed. Audacity Personified: The Generalship of Robert E. Lee. Baton Rouge: Louisiana State University Press, 2004. ISBN 0-8071-2929-1.
- Frassanito, William A. Grant and Lee: The Virginia Campaigns 1864–1865. New York: Scribner, 1983. ISBN 0-684-17873-7.
- Gallagher, Gary W., ed. The Wilderness Campaign. Chapel Hill: University of North Carolina Press, 1997. ISBN 0-8078-2334-1.
- Grant, Ulysses S. Personal Memoirs of U. S. Grant. 2 vols. Charles L. Webster & Company, 1885–86. ISBN 0-914427-67-9.
- King, Curtis S., William Glenn Robertson, and Steven E. Clay. Staff Ride Handbook for the Overland Campaign, Virginia, 4 May to 15 June 1864: A Study in Operational-Level Command. Fort Leavenworth, KS: Combat Studies Institute Press, 2006.
- Longstreet, James. From Manassas to Appomattox: Memoirs of the Civil War in America. New York: Da Capo Press, 1992. ISBN 0-306-80464-6. First published in 1896 by J. B. Lippincott and Co.
- Lyman, Theodore. With Grant and Meade: From the Wilderness to Appomattox. Edited by George R. Agassiz. Lincoln: University of Nebraska Press, 1994. ISBN 0-8032-7935-3.
- Power, J. Tracy. Lee's Miserables: Life in the Army of Northern Virginia from the Wilderness to Appomattox. Chapel Hill: University of North Carolina Press, 1998. ISBN 0-8078-2392-9.